# 투두이스트
투두이스트는 개인 능률을 위한 온라인 및 모바일 작업 관리자이다.

## 특징
투두이스트에서는, 프로젝트를 생성할 수 있으며, 프로젝트 내에, 작업을 추가할 수 있다. 작업을 날짜, 우선 순위, 또는 라벨별로 분류할 수 있다. 반복되는 날짜와 시간은, 작업이 만기되는 날을 설정할 수 있다. 2013년 3월에, 투두이스트는 "카르마" - 사용자 활동을 기반으로 하는 등급제를 선보였다.
투두이스트는 17개 국어로 유용하다: 영어, 독일어, 네덜란드어, 덴마크어, 스페인어, 프랑스어, 포르투갈어 (브라질), 이탈리아어, 노르웨이어, 스웨덴어, 폴란드어, 러시아어, 중국어 (번체), 중국어 (간체), 일본어, 한국어, 힌디어.

## 역사
2007년 1월 아미르 살리헤펜딕에 의해 출시된, 투두이스트는 곧 리드 라이트 웹으로부터 "놀라운" 것이라 불리고, "한 주의 시작"으로 이름 지어졌다.
2011년 1월에, 투두이스트는 스타트업 칠레으로부터 주식형 무료 자금 제공 40,000USD을 받았다. 그때부터, 투두이스트는 칠레, 산티아고에 있는 회사를 유지하였고, 2013년에 본사가 포르투갈, 포르투로 옮겨졌다.

## HTML5 정비
2012년 6월 27일에, 투두이스트는 오프라인 저장 및 작업 접속을 가능케 하는, 처음 완전한 HTML5을 기반으로 한 작업 관리자 웹 애플리케이션이 되었다. HTML5 정비는 애플리케이션을 100밀리세컨드 아래로 부담하게 하고 소프트웨어의 처음 350,000명의 사용자 이정표를 기록하였으며, 뛰어난 속도의 결과를 낳았다.

## 투두이스트 고급 계정
일 년에 29USD의 투두이스트 고급 버전이 존재한다. 투두이스트 고급 기능들: 무제한, 모든 기기 장치, 플랫폼, 및 컴퓨터 자동 통합, 모바일 및 이메일 미리 알림, 무제한 노트 및 파일 첨부, SSL 암호화, 작업 검색, 아이캘린더 작업 접속, 이메일을 작업, 프로젝트 템플릿으로 추가, 그리고 자동 백업.

## 모바일 애플리케이션
투두이스트는 iOS와 안드로이드 플랫폼에서 유용하다. 2012년에 출시된, 네이티브 애플리케이션은 업그레이드 옵션이 무료이다. 2013년 10월에, 투두이스트는 iOS 7을 위해 업그레이드 되었다.

## 지원 플랫폼
- 월드 와이드 웹
- 안드로이드
- 아이폰
- 아이패드
- 구글 크롬
- 파이어폭스
- 아웃룩
- 모질라 선더버드
- 맥 OS

## 추가 문헌
- http://techcrunch.com/2012/08/02/task-manager-todoist-receives-a-major-html5-update/
- http://www.androidauthority.com/todoist-for-android-google-play-store-132987/ 보관됨 2013-12-03 - 웨이백 머신
- http://www.lifehack.org/articles/lifehack/a-first-look-at-the-new-todoist.html 보관됨 2013-12-03 - 웨이백 머신
- http://www.guardian.co.uk/technology/appsblog/2012/nov/23/best-iphone-ipad-apps-rolling-stones